# Hyacint (jméno)
Hyacint je řídce užívaná česká varianta mužského křestního jména pocházejícího z řečtiny (Hyakinthos). Ženskou obdobou je Hyacinta.

## Jmeniny
Dle německého kalendáře má svátek 17. srpna, v českém kalendáři se nenachází.

## Cizojazyčné obdoby
V cizích jazycích patří mezi obdoby jména:
- němčina: Hyazinth
- angličtina: Hyacinth
- francouzština: Hyacinthe

Jména odvozená:
- polština: Jacek, Jacenty
- španělština a portugalština: Jacinto, Jacinta
- italština: Giacinto, Giacinta
- maďarština: Jácint

## Známí nositelé jména
- Hyacinthe-Marie Cormier (1832 – 1916), francouzský římskokatolický kněz
- Hyacinth Holland (1827 – 1918), německý historik umění a literatury
- Hyacint Krakovský (1183 – 1257), polský šlechtic, zakladatel dominikánského řádu v Polsku, a světec
- René Théophile Hyacinthe Laënnec (1781 – 1826), francouzský lékař, vynálezce stetoskopu
- Filip Hyacint z Lobkovic (1680 – 1734), český šlechtic z rodu Lobkoviců
- Hyacinthe-Louis de Quélen (1778 – 1839), francouzský římskokatolický kněz a arcibiskup pařížský
- Hyacinthe Rigaud (1659 – 1743), francouzský malíř katalánského původu, nejvýznamnější portrétista krále Ludvíka XIV.
- Hyacinthe Roland (1766 – 1816), francouzská herečka
- František Hyacint Savojský (1632 – 1638), savojský vévoda pod regentskou vládou své matky Kristiny Bourbonské